# HMS Tantivy (P319)
Le HMS Tantivy (P319) est un sous-marin de la classe T en service dans la Royal Navy. Construit aux chantiers navals Vickers-Armstrongs à Barrow-in-Furness et John Brown & Company à Clydebank, il est lancé le 6 avril 1943 et mis en service le 25 juillet 1943 sous le commandement du Commander Michael Gordon Rimington.

## Historique
Le Tantivy a été affecté principalement en Extrême-Orient durant la Seconde Guerre mondiale. Au cours de ses missions, le submersible a coulé un vaisseau naval siamois, le navire marchand japonais Shiretoko Maru, le navire de communications japonais n°137, la péniche japonaise n°136 et le voilier japonais Tachibana Maru n°47, un remorqueur japonais, deux caboteurs japonais, un bateau à voile japonais, les petits navires japonais Chokyu Maru n°2, Takasago Maru n°3 et Otori Maru, ainsi que douze petits navires non identifiés. Il a également mouillé de nombreuses mines.
Le Tantivy a survécu à la guerre et a poursuivi son service dans la marine, notamment en prenant part à l'Opération Deadlight fin 1945. Il est coulé comme navire cible dans le Cromarty Firth en 1951.

## Commandement
- Commander Michael Gordon Rimington du 24 mai 1943 au 19 août 1944.
- Lieutenant de vaisseau Philip Henry May du 19 août 1944 à une date inconnue.